# Bulk-Richardson-Zahl
Die bulk-Richardson-Zahl (BRN für Bulk Richardson Number) ist in der Meteorologie eine dimensionslose Zahl im Zusammenhang mit vertikaler Schichtungsstabilität und vertikaler Windscherung. (generell: Stabilität dividiert durch Scherung).

## Geschichte
Die Zahl als Kombination der beiden Parameter CAPE und vertikale Windscherung wurden erstmals 1982 von Weisman and Klemp im Zusammenhang mit Wolkenmodellsimulationen beschrieben.

## Formel
Bei der Formel der BRN ist g die Gravitationsbeschleunigung, Tv ist die absolute virtuelle Temperatur, Δθv ist die Differenz der virtuellen potentiellen Temperatur durch eine Schicht der Dicke Δz (vertikale Ausdehnung), und ΔU und ΔV sind die Veränderungen in den horizontalen Windkomponenten innerhalb der gleichen Schicht.
{\displaystyle R_{B}={\frac {(g/T_{v})\Delta \theta _{v}\Delta z}{(\Delta U)^{2}+(\Delta V)^{2}}}}

## Werte
Ein hoher Wert bedeutet ein instabiles Umfeld und/oder ein Gebiet mit weniger Windscherung.
Bestimmte Zahlenwerte zeigen Umweltbedingungen an, die ideal für Superzellenbildungen sind.